# Late Corp. of the Church of Jesus Christ of Latter-Day Saints v. United States
Late Corporation of the Church of Jesus Christ of Latter-Day Saints versus United States („Ehemalige Körperschaft der Kirche Jesu Christi der Heiligen der letzten Tage gegen die Vereinigten Staaten“), 136 U.S. 1 (1890), war ein Fall des Obersten Gerichtshofs der Vereinigten Staaten, der am 19. Mai 1890 den Edmunds–Tucker Act bestätigte. Als Folge dieses Urteils wurde die Kirche Jesu Christi der Heiligen der Letzten Tage (HLT, „Mormonen“) zeitweilig durch den Staat aufgelöst.
Die HLT-Kirche wurde vertreten von ihrem obersten Rechtsberater Franklin S. Richards und dem ehemaligen Kongressabgeordneten James Broadhead.

## Entscheidung
Die Entscheidung in Late Corporation berechtigte den Staat, das gesamte Eigentum der aufgelösten HLT-Kirche zu konfiszieren. Man nimmt an, dass dieses einen Wert von 3 Millionen US-Dollar hatte. In Wirklichkeit konfiszierte der United States Attorney des Utah-Territoriums jedoch nur Wertgegenstände im Wert von 381.812 US-Dollar. Immobilien wie zum Beispiel die Tempel der Kirche wurden nicht konfisziert, obwohl es möglich gewesen wäre. Innerhalb von fünf Monaten beschloss die HLT-Kirche mit dem Manifest von 1890, die Praxis der Polygamie zu beenden. Am 25. Oktober 1893 ermöglichte eine Resolution im Kongress der Vereinigten Staaten die Rückgabe der konfiszierten Wertgegenstände an die HLT-Kirche, weil „die besagte Kirche die Praxis der Polygamie beendet hat und nicht mehr dazu ermutigt und die Praxis nicht mehr beschützt und nicht mehr das Gesetz verletzt.“
Der Chief Justice of the United States, Melville W. Fuller, vertrat die Meinung der Minderheit. Diese besagte, dass der Kongress zwar die Polygamie verbieten dürfe, jedoch kein Eigentum von Personen und Firmen konfiszieren dürfe, solange sie keines Verbrechens überführt worden seien.